# Limnophila longicellula
Limnophila longicellula là một loài ruồi trong họ Limoniidae. Chúng phân bố ở miền Australasia.